# Louis de Blanchefort de Créquy
Pour les articles homonymes, voir Famille de Créquy, Créquy (homonymie) et Blanchefort.
Louis de Blanchefort, marquis d'Hesmond et marquis de Créquy (né en 1686 et mort le 24 février 1741), est un écrivain français.

## Biographie
Louis-Marie-Charles-Arras-Adrien, sire et marquis de Créquy, Saint-Pol, Heymont, Blanchefort, Canaples et autres lieux ; prince de Montlaur ; souverain-comte d'Orlamunde et libre-seigneur de Wesem ; grand d'Espagne de première classe en substitution des ducs de Mirande ; premier haut-baron, premier pair et grand-forestier d'Artois, co-seigneur de Valenciennes et châtelain royal de Bruges, colonel-général et inspecteur-général des armées du Roi, chevalier de l'Ordre insigne de la Toison d'Or, grand'croix de l'Ordre royal et militaire de Saint-Louis.
Lieutenant général et grand'croix de l'ordre de Saint-Louis, il est auteur des Mémoires pour servir à la vie de Nicolas de Catinat, 1775, in-12, ouvrage que Barbier, induit en erreur par Pougens, a, dans l'article CRÉQUI, de l'Examen critique des dictionnaires, attribué au fils Charles-Marie de Créquy.
Il se marie le 18 mai 1737, à la chapelle de l'Hôtel de Lesdiguières, 10, rue de la Cerisaie, Paris IVe arrondissement, avec Renée-Caroline-Victoire de Froulay (L'hôtel de Lesdiguières disparut en 1878).

## Publications
- Vie de Nicolas de Catinat, maréchal de France (1774), Paris, chez Potey, 302 p.

## Pour approfondir